# Pelargonium carnosum
Pelargonium carnosum là một loài thực vật có hoa trong họ Mỏ hạc. Loài này được L'Hér. mô tả khoa học đầu tiên.

## Hình ảnh

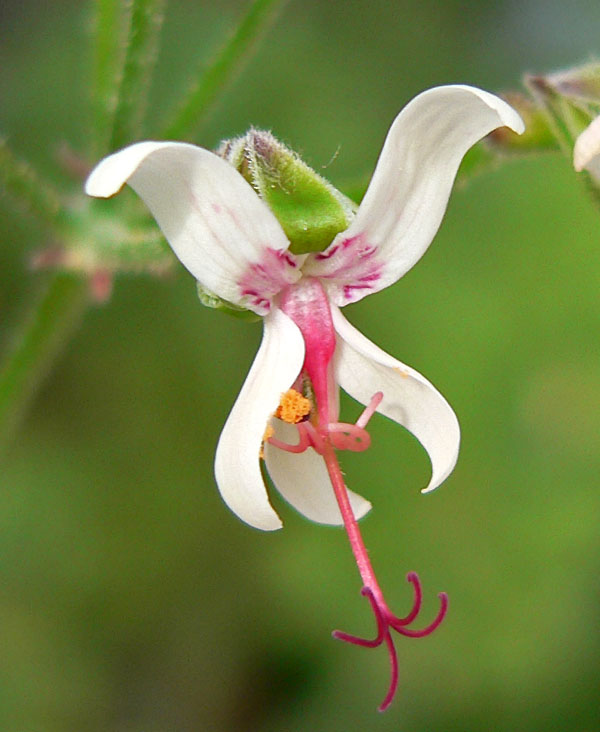
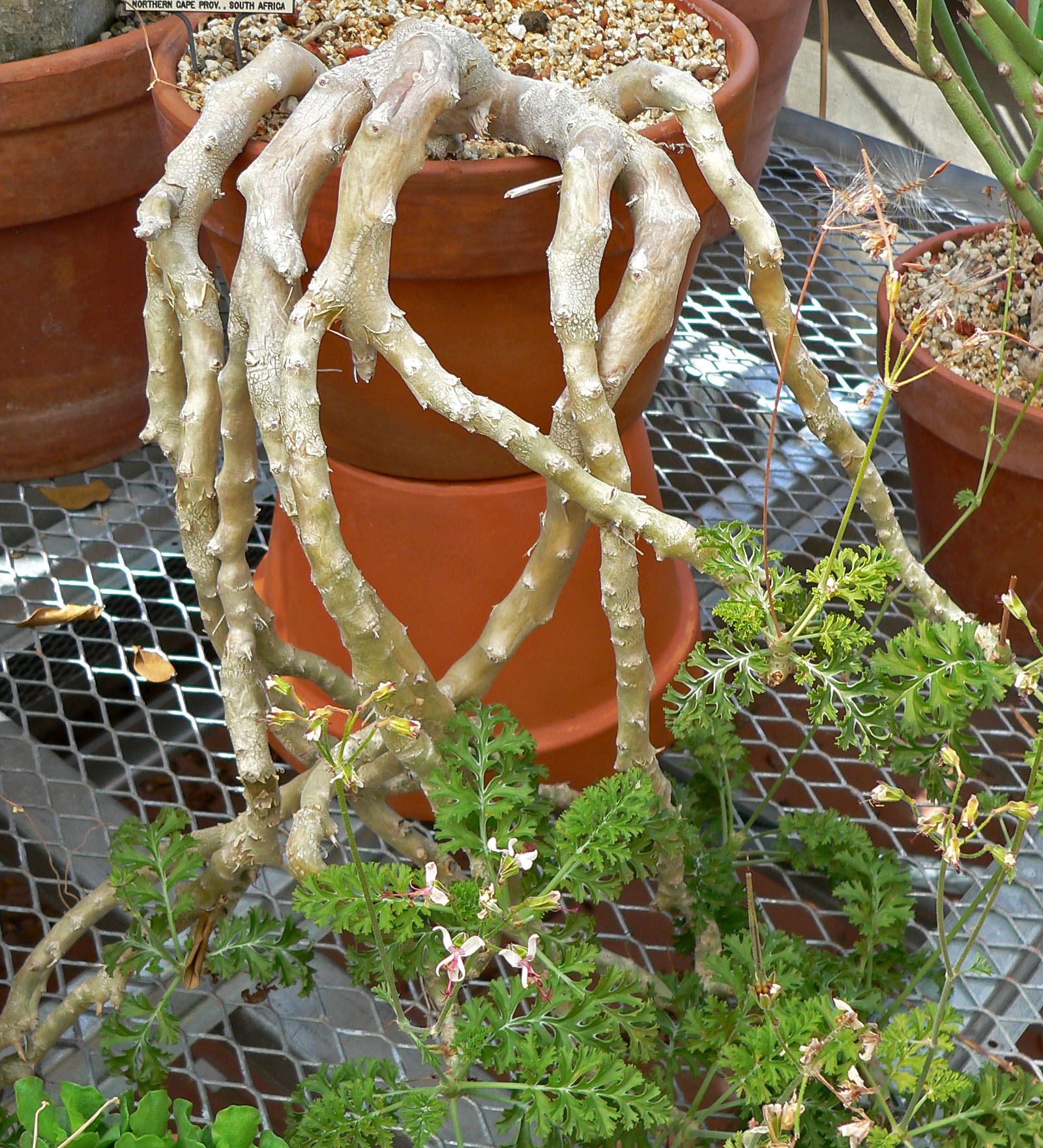
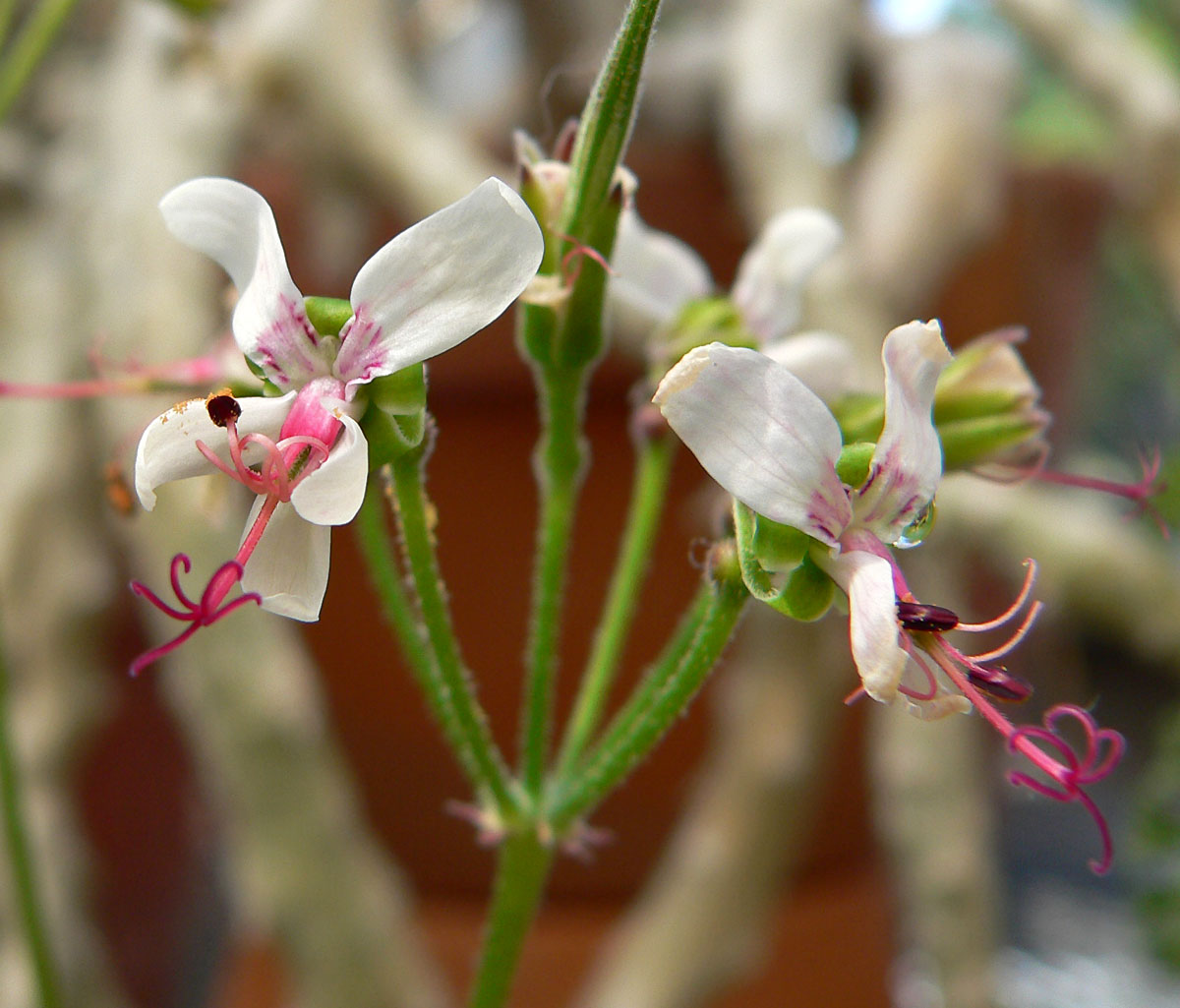